# أكين أكينجبالا
أكين أكينجبالا (بالإنجليزية: Akin Akingbala)‏ مواليد 25 مارس 1983 في لاغوس، هو لاعب كرة سلة نيجيري. بدأ مسيرته الاحترافية في سنة 2006. يبلغ طوله 6 قدم 10.25 بوصة (2.1 م). لعب كرة السلة الجامعية في جامعة كليمسون.

## المسيرة الاحترافية
لعب مع نادي لاردة لكرة السلة في موسم 2006–2007، ثم لعب مع نادي فينتسبيلس لكرة السلة في موسم 2007–2008، ثم لعب مع نانسي باسكت في الدوري الفرنسي من سنة 2008 إلى 2012، ثم لعب مع إس بي أو روان باسكت في موسم 2014–2015، ثم لعب مع نادي شهرداري تبريز في موسم 2015–2016.

## روابط خارجية
- أكين أكينجبالا على موقع الاتحاد الدولي لكرة السلة (الإنجليزية)
- أكين أكينجبالا على موقع الدوري الأوروبي لكرة السلة (الإنجليزية)
- أكين أكينجبالا على موقع كرة السلة الأوروبية.كوم (الإنجليزية)
- أكين أكينجبالا على موقع كلية كرة السلة في سبورتس رفرنس.كوم (الإنجليزية)
- أكين أكينجبالا على موقع ريلجم (الإنجليزية)
- أكين أكينجبالا على موقع بروبوليرز (الإنجليزية)
- أكين أكينجبالا على موقع سبورتس رفرنس (الإنجليزية)
- أكين أكينجبالا على موقع سبورتس رفرنس (الإنجليزية)